# Тедриярви
Тедриярви — озеро на территории Коткозерского сельского поселения Олонецкого района Республики Карелии.

## Общие сведения
Площадь озера — 0,6 км². Располагается на высоте 154,1 метров над уровнем моря.
Форма озера лопастная. Берега каменисто-песчаные, местами заболоченные.
Озеро поверхностных стоков не имеет и относится к бассейну реки Олонки.
С запада от озера проходит лесовозная дорога.
Населённые пункты возле озера отсутствуют. Ближайший — деревня Кутчезеро — расположен в 11 км к ССЗ от озера.
Код объекта в государственном водном реестре — 01040300211102000014725.